# Трамвай Сан-Диего

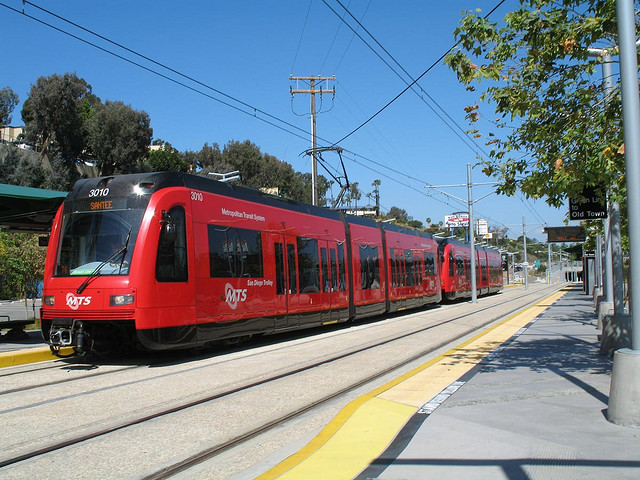
Трамвай Сан-Диего в 2006 году

Трамвай Сан-Диего — система легкорельсового транспорта, действующая в агломерации города Сан-Диего.
Первая трамвайная линия была открыта 26 июля 1981 года, став первой построенной «с нуля» современной легкорельсовой транспортной системой не только в Калифорнии, но и в США в целом. Всего действуют три линии, называемые «Синяя», «Оранжевая» и «Зелёная». Управляющая компания трамвайных линий, — San Diego Trolley, Inc., — является дочерней компанией San Diego Metropolitan Transit System. Трамвайные линии Сан-Диего находятся на шестом месте в США по количеству людей, использующих это вид транспорта. Первоначально на линию выходили трамвайные вагоны модели Siemens-Duewag U2, построенные в Германии. Вагоны этой же модели используются на трамвайных линиях в городах Эдмонтон и Калгари (Канада), а также во Франкфурте (Германия). В настоящее время используются также и вагоны моделей SD-100 и Avanto S70, тоже производства фирмы Siemens.
Маршрут трамвая проходит сквозь здание штаб-квартиры транспортной системы города.